# Commodore Cochran
Commodore Shelton Cochran (Richton, 20 de janeiro de 1902 – San Francisco, 3 de janeiro de 1969) foi um velocista e campeão olímpico norte-americano.
Em Paris 1924 ele conquistou a medalha de ouro no revezamento 4x400 m, ao lado de William Stevenson, Oliver MacDonald e Alan Helffrich, que estabeleceu novo recorde olímpico e mundial para a prova, 3:16.0.
Depois de encerrar a carreira dedicou-se a treinar o irmão mais novo, Roy Cochran, que 24 anos depois dele ganhou a medalha de ouro na mesma prova e nos 400 m c/ barreiras em Londres 1948.